# Amazonis Planitia
Amazonis Planitia es una de las llanuras más planas de la superficie de Marte. Se encuentra localizada entre las provincias volcánicas de Tharsis y Elysium al oeste del Monte Olimpo en la región de Memnonia, en Valles Marineris. Amazonis Planitia se encuentra centrada en torno a las coordenadas 24.8 N, 196.0 E. Su topografía exhibe características extremadamente lisas a diferentes escalas.